# Dingolondango
Dingolondango fue un programa de televisión chileno, emitido por Televisión Nacional de Chile entre 1976 y 1977, y conducido por Enrique Maluenda, quien regresaba a Chile luego de trabajar algunos años en Puerto Rico.
Fue dirigido por Eduardo Ravani, y producido por Jorge Pedreros y Fernando Alarcón, quienes posteriormente crearon el recordado programa de humor Jappening con ja. Dingolondango fue la antesala para el programa más recordado de Maluenda, Festival de la una, emitido entre 1979 y 1988.
El programa buscaba donar dinero a instituciones benéficas, de ahí su nombre, «dingolondango», que significa 'demostración de afecto o benevolencia'. En una de sus ediciones participó Mario Kreutzberger "Don Francisco", animador de la competencia (Canal 13) y archirrival de Maluenda; en esa ocasión, Kreutzberger conoció a Ernesto Rosenfeld, presidente de la Sociedad Pro Ayuda del Niño Lisiado, relación que dio origen a la Teletón Chile.